# Statuenmenhire der Lunigiana

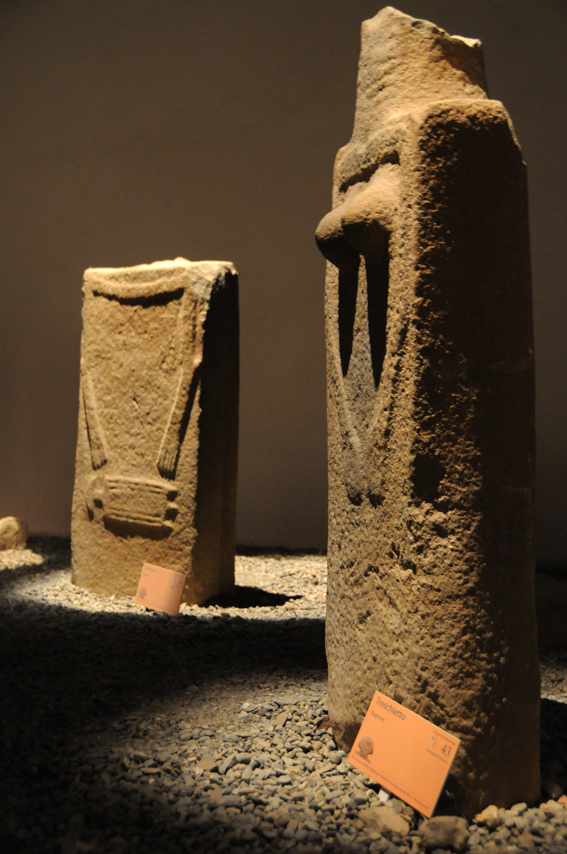
Stele aus Treschietto, Toskana

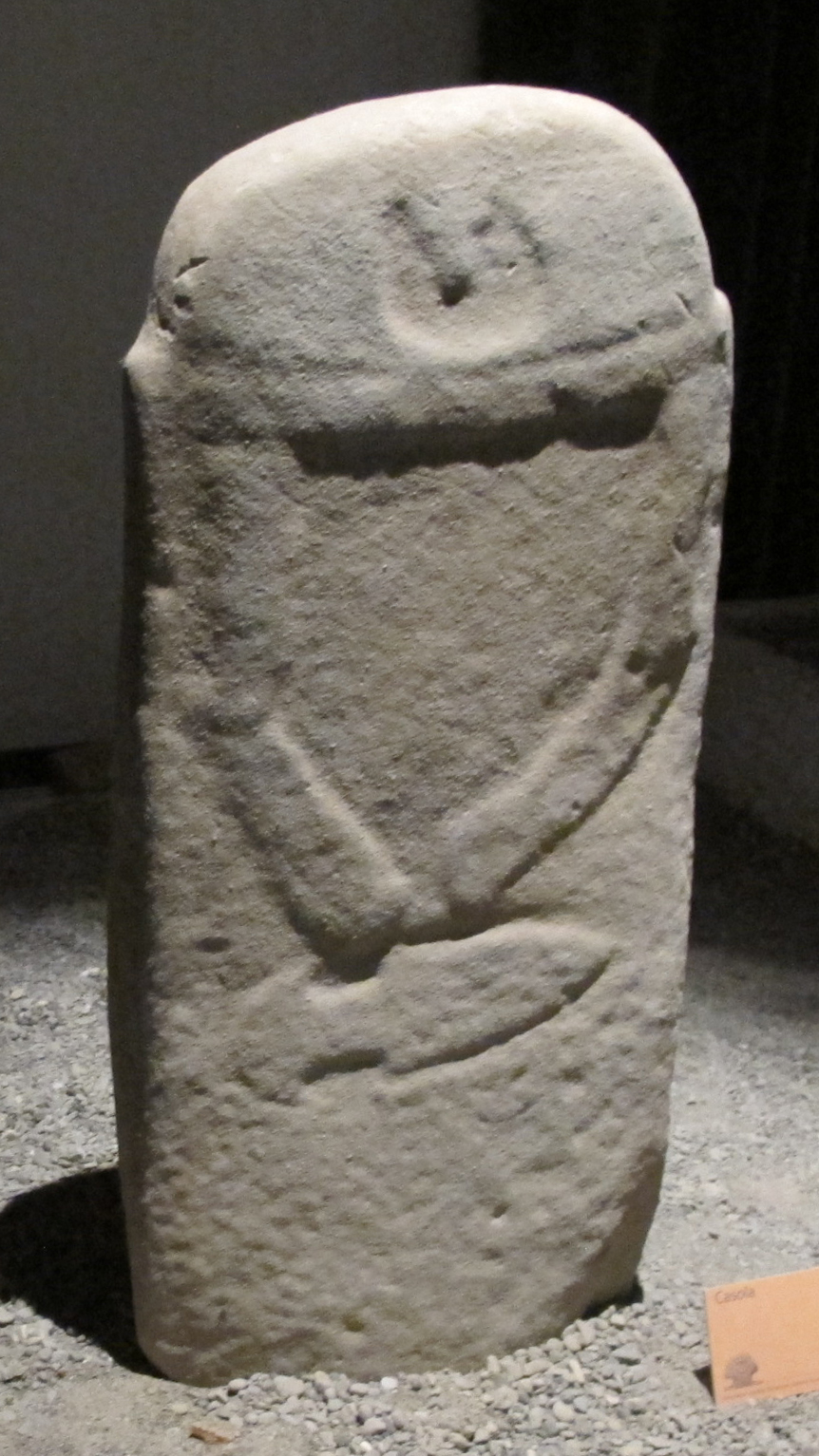
Stele aus Casola in Lunigiana, Toskana

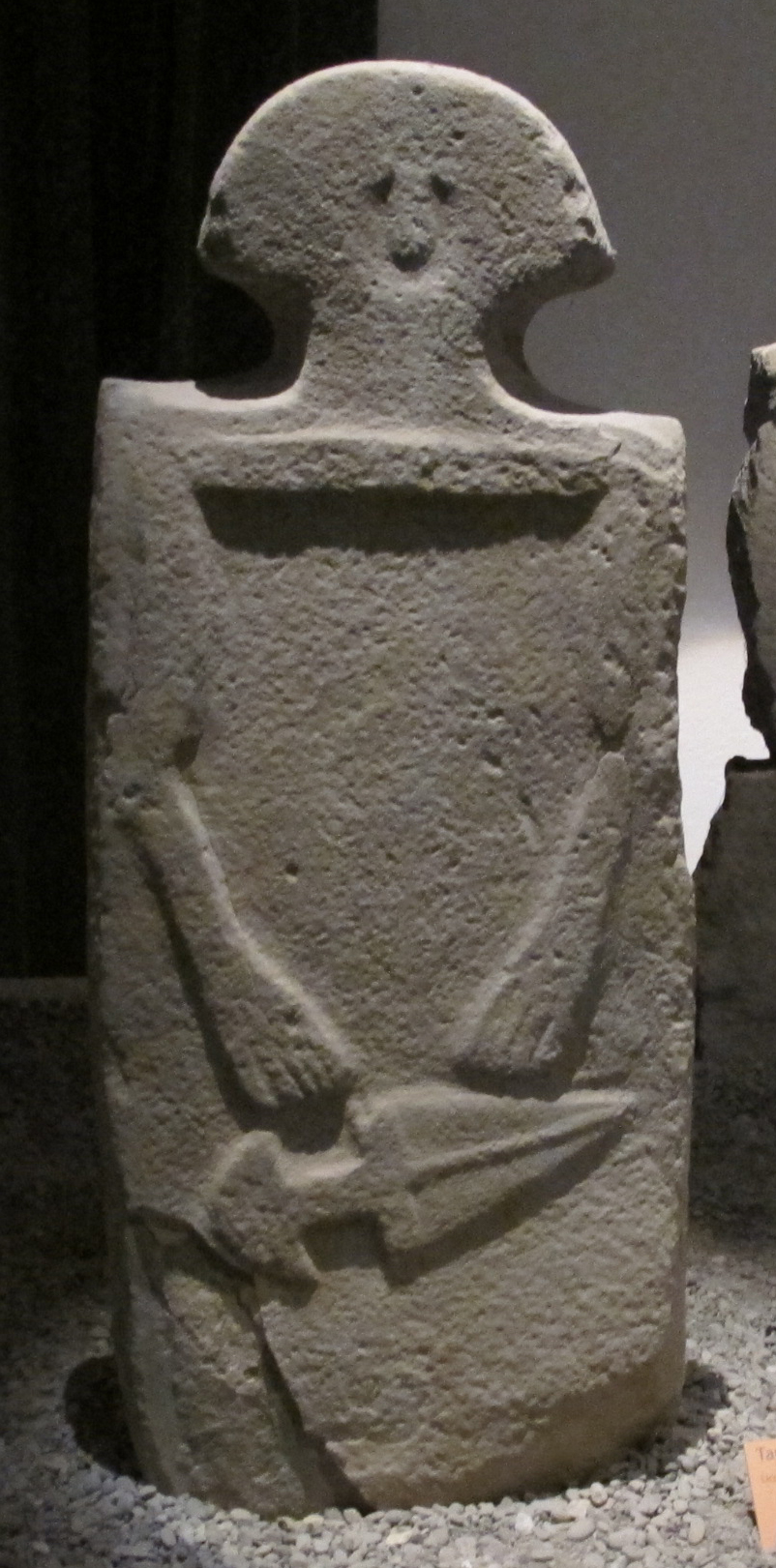
Stele aus Taponecco, Toskana

Die Statuenmenhire der Lunigiana wurden 1200 v. Chr. errichtet. Die Lunigiana ist eine historische Region in Italien, die sich im Süden von Ligurien und im Norden der Toskana befindet. Die eher stelenförmigen, auf allen Seiten geglätteten Statuenmenhire in der Lunigiana haben anthropomorphe Form und zeigen wie auch die meisten anderen dieser Gattung in Europa Details von Bekleidung oder Waffen. Die weitaus größere Zahl der Monumente bildet Männer ab, die zum Teil Waffen tragen. Seit 1828 wurden etwa 20 skulptierte Stelen und 60 Fragmente von Stelen gefunden, denen ein runder Kopfvorsprung mit schmalen Schultern oder ein mittels Hals deutlich abgesetzter Kopf gemein ist.
Es existieren drei Typen von Statuen.
- Die Statuen des Typs „A“ sind die ältesten und erinnert nur vage an die menschliche Formen. Sie entstanden zwischen 3000 und 1800 v. Chr. Das Gesicht ist als U-form dargestellt. Die jüngsten haben die Arme und den Dolch akzentuiert.
- Die Statuen des Typs „B“ haben menschlichere Formen, und einen hutförmigen Kopf. Sie entstanden zwischen 1800 und 1100 v. Chr.
- Die Statuen des Typs „C“, haben menschliche Erscheinungsform. Sie entstanden zwischen 1100 v. Chr. und der römischen Eroberung. Kopf und Hals verbindet sich mit dem Körpers. Das Antlitz ist ausgeformt und etruskische Äxte und Inschriften sind vorhanden. Die männlichen Statuen unterscheiden sich durch Äxte, Dolche und Stäbe von den weiblichen mit Brüsten und Ornamenten. Die Statuen wurden in Dörfern, auf bebauten Feldern und in der heiligen Ortschaft Filetto bei Villafranca und Pontevecchio in Fivizzano aufgestellt.

## Entdeckungsgeschichte

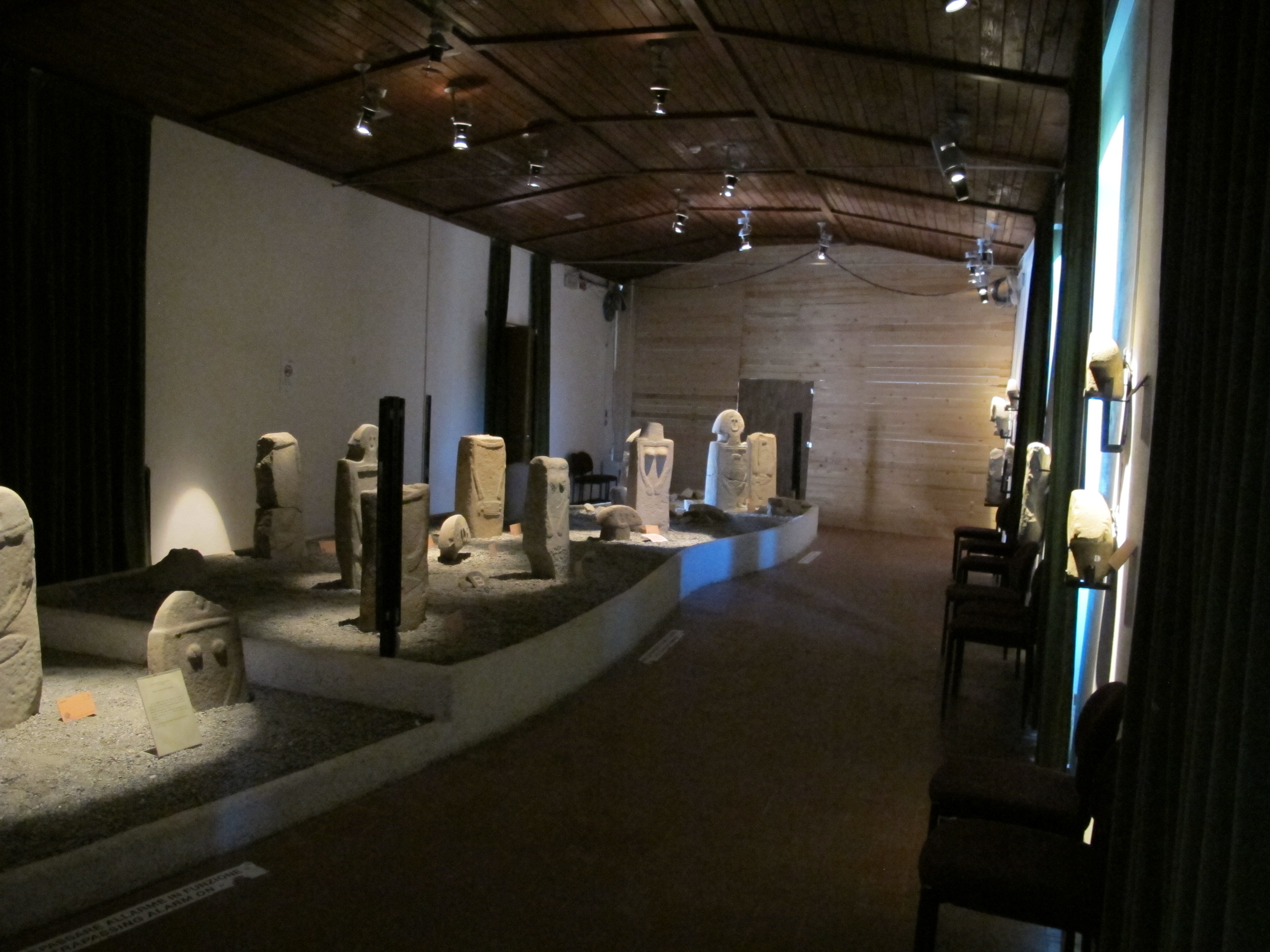
Museo delle Statue Stele della Lunigiana in Pontremoli

Bis heute sind in der Lunigiana etwa 80 Statuen- oder Stelenmenhire entdeckt worden. Die meisten fanden sich in ländlichen Gebieten auf Weiden, an Furten oder auf Bergpässen. Der erste Statuenmenhir wurde 1827 im Dorf Nova in der Gemeinde Zignago in der Provinz La Spezia entdeckt. 1886 wurden zwei kleine rechteckige Stelen unter Wasser im Golf von La Spezia gefunden, die aber verloren gingen. 1905 fanden sich in Fivizzano neun vergrabene Statuen. Die Entdeckung geschah durch einen Landwirt, der sie in einer Reihe aufgestellt, nach der Höhe sortiert mit dem Gesicht nach Osten fand. Die steinernen Statuen von Pontevecchio gehören zu den ältesten Funden. Die jüngsten Entdeckungen wurden im Jahr 2005 in der Gemeinde Mulazzo gemacht.
In Norditalien, bis in die Nähe der schweizerischen und österreichischen Grenze entstand während der Eisenzeit die jüngste Gruppe.
Im Jahr 1997 wurden die ersten beiden Stelen im Piemont gefunden. Sie sind mit horizontalen Streifen verziert und haben skizzierte Merkmale eines Gesichts. Diese Stelen sind ähnlich denen von Aosta und Sion in der Schweiz und werden wie die meisten der anderen in die Kupferzeit (3. und 2. Jahrtausend v. Chr.) datiert.
Statuenmenhire wurden in der Schweiz, in Frankreich, auf Korsika und Sardinien, in Apulien, auf der Iberischen Halbinsel, in Deutschland und auf den Kanalinseln gefunden.
Das 1975 eingeweihte Museo delle statue stele lunigianesi (Museum der Statuen Stelen) im Castello del Piagnaro in Pontremoli sammelt alle Statuen in Lunigiana, als Original oder Kopie.

## Bedeutung
Die Bedeutung der Statuenmenhire, die in verschiedenen Typen existieren (mit Axt, Messer und einer Art Krummstab (Báculo)) ist unklar, da anderes archäologisches Material in ihrer Nähe nicht gefunden wurde. Viele sind im „Museo delle Statue Stele della Lunigiana“ im Castello del Pianaro in Pontremoli ausgestellt, darunter auch mehrere weibliche Statuenmenhire.